# فانگ‌چوان
فانگ‌چوان (به چینی: 防川村) یا بانگ‌چون (به کره‌ای:방천촌) یک روستا در جمهوری خلق چین است که در تابعیت شهر هون‌چون‌ (شهر در سطح شهرستان) می‌باشد. فانگچوان ۱۲ متر بالاتر از سطح دریا واقع شده‌است.
جمعیت این روستا را مردمان کره‌ای تبار تابع چین تشکیل می‌دهند. اهمیت این روستا از این سوست که این روستا در نزدیکی محل تلاقی مرز سه کشور جمهوری خلق چین، جمهوری دموکراتیک خلق کره، و فدراسیون روسیه واقع شده است.